# National Board of Review Awards 2003
La 75ª edizione dei National Board of Review Awards si è tenuta il 3 dicembre 2003.

## Classifiche

### Migliori dieci film
- Lost in Translation - L'amore tradotto (Lost in Translation), regia di Sofia Coppola
- Mystic River, regia di Clint Eastwood
- 21 grammi (21 Grams), regia di Alejandro González Iñárritu
- Station Agent (The Station Agent), regia di Thomas McCarthy
- Ritorno a Cold Mountain (Cold Mountain), regia di Anthony Minghella
- La casa di sabbia e nebbia (House of Sand and Fog), regia di Vadim Perelman
- Seabiscuit - Un mito senza tempo (Seabiscuit), regia di Gary Ross
- In America - Il sogno che non c'era (In America), regia di Jim Sheridan
- Master and Commander - Sfida ai confini del mare (Master and Commander), regia di Peter Weir
- L'ultimo samurai (The Last Samurai), regia di Edward Zwick

### Migliori film stranieri
- Le invasioni barbariche (Les invasions barbares), regia di Denys Arcand
- Monsieur Ibrahim e i fiori del Corano (Monsieur Ibrahim et les fleurs du Coran), regia di François Dupeyron
- La meglio gioventù, regia di Marco Tullio Giordana
- L'uomo del treno (L'homme du train), regia di Patrice Leconte
- Babí léto, regia di Vladimír Michálek

### Migliori documentari
- Spellbound, regia di Jeffrey Blitz
- Una storia americana - Capturing the Friedmans (Capturing the Friedmans), regia di Andrew Jarecki
- My Architect, regia di Nathaniel Kahn
- The Fog of War - La guerra secondo Robert McNamara (The Fog of War), regia di Errol Morris
- Il popolo migratore (Le peuple migrateur), regia di Jacques Perrin, Jacques Cluzaud e Michel Debats

## Premi
- Miglior film: Mystic River, regia di Clint Eastwood
- Miglior film straniero: Le invasioni barbariche (Les invasions barbares), regia di Denys Arcand
- Miglior documentario: The Fog of War - La guerra secondo Robert McNamara (The Fog of War), regia di Errol Morris
- Miglior attore: Sean Penn (Mystic River e 21 grammi)
- Miglior attrice: Diane Keaton (Tutto può succedere - Something's Gotta Give)
- Miglior attore non protagonista: Alec Baldwin (The Cooler)
- Miglior attrice non protagonista: Patricia Clarkson (Schegge di April e Station Agent)
- Miglior cast: Il Signore degli Anelli - Il ritorno del re (The Lord of the Rings: The Return of the King), regia di Peter Jackson
- Miglior performance rivelazione maschile: Paul Giamatti (American Splendor)
- Miglior performance rivelazione femminile: Charlize Theron (Monster)
- Miglior regista: Edward Zwick (L'ultimo samurai)
- Miglior regista esordiente: Vadim Perelman (La casa di sabbia e nebbia)
- Miglior sceneggiatura originale: Jim Sheridan, Naomi Sheridan e Kirsten Sheridan (In America - Il sogno che non c'era)
- Miglior sceneggiatura non originale: Anthony Minghella (Ritorno a Cold Mountain)
- Miglior film d'animazione: Alla ricerca di Nemo (Finding Nemo), regia di Andrew Stanton e Lee Unkrich
- Miglior film o miniserie realizzati per la tv via cavo: Angels in America, regia di Mike Nichols
- Premio alla carriera: Morgan Freeman
- Premio Billy Wilder per l'eccellenza nella regia: Norman Jewison
- Premio speciale a Sofia Coppola per aver scritto, diretto e prodotto Lost in Translation - L'amore tradotto
- Premio alla carriera per la composizione musicale: Hans Zimmer
- Premio alla carriera per la direzione della fotografia: John Toll
- Premio William K. Everson per la storia del cinema: A Decade Under the Influence, diretto da Richard LaGravenese e Ted Demme
- Premio per la produzione: Gale Anne Hurd, Kathleen Kennedy, Christine Vachon
- Riconoscimento per la libertà di espressione:
  - Una storia americana (Capturing the Friedmans), regia di Andrew Jarecki
  - Piccoli affari sporchi (Dirty Pretty Things), regia di Stephen Frears
  - Magdalene (The Magdalene Sisters), regia di Peter Mullan
  - 11 settembre 2001 (11'09"01 - September 11), regia di Samira Makhmalbaf, Claude Lelouch, Yusuf Shahin, Danis Tanović, Idrissa Ouédraogo, Ken Loach, Alejandro González Iñárritu, Amos Gitai, Mira Nair, Sean Penn, Shōhei Imamura
- Riconoscimento speciale per l'eccellenza nel filmmaking (in ordine alfabetico del titolo originale):
  - American Splendor, regia di Shari Springer Berman e Robert Pulcini
  - Sognando Beckham (Bend It Like Beckham), regia di Gurinder Chadha
  - The Cooler, regia di Wayne Kramer
  - Piccoli affari sporchi (Dirty Pretty Things), regia di Stephen Frears
  - La ragazza con l'orecchino di perla (Girl With A Pearl Earring), regia di Peter Webber
  - Schegge di April (Pieces of April), regia di Peter Hedges
  - The Secret Lives of Dentists, regia di Alan Rudolph
  - L'inventore di favole (Shattered Glass), regia di Billy Ray
  - The Statement - La sentenza (The Statement), regia di Norman Jewison
  - Thirteen - 13 anni (Thirteen), regia di Catherine Hardwicke
  - La ragazza delle balene (Whale Rider), regia di Niki Caro